# Le Dernier Miracle et la Mort de saint Zénobe
Le Dernier Miracle et la Mort de saint Zénobe (en italien, San Zanobi resuscita un bambino, San Zanobi annuncia la propria morte) est un tableau réalisé par le peintre italien Sandro Botticelli vers 1500. Cette tempera sur bois est la dernière des quatre qui constituent les Scènes de la vie de saint Zénobe, que l'artiste consacre à Zénobe de Florence. Elle représente, de gauche à droite et en quatre temps, dans un même espace perspectif, un enfant renversé par une carriole, un groupe transportant son corps inanimé, le petit garçon de nouveau sur pied et enfin l'évêque qui a accompli cette résurrection miraculeuse bénissant des fidèles depuis son lit de mort. L'œuvre est conservée à la Gemäldegalerie Alte Meister, à Dresde, en Allemagne.